# Лукичёв, Александр Васильевич
Александр Васильевич Лукичёв (род. 28 февраля 1937) — советский самбист, чемпион и призёр чемпионатов СССР. Мастер спорта СССР (1956). Заслуженный мастер спорта России.

## Биография
Выступал за клубы «Буревестник» (Москва), ЦСКА, Советская Армия (Кишинёв).
В 1972 году ему была присуждена квалификация судьи международной категории.
В 1976 году он стал Заслуженным тренером СССР. Заслуженный работник физической культуры Российской Федерации (2008).
Работал начальником отдела центра подготовки сборных команд России. Был старшим тренером сборной команды России по единоборствам спортсменов с нарушениями слуха.

## Спортивные результаты
- Чемпионат СССР по самбо 1956 года — ;
- Чемпионат СССР по самбо 1959 года — ;
- Чемпионат СССР по самбо 1960 года — ;
- Чемпионат СССР по самбо 1961 года — ;
- Чемпионат СССР по самбо 1963 года — ;
- Чемпионат СССР по самбо 1964 года — ;